# Miss Mend
Miss Mend (ros. Мисс Менд) – radziecki niemy film szpiegowski z 1926 roku w reżyserii Borisa Barneta i Fiodora Ocepa. Początkowo realizowany w trzech częściach. Film powstał na podstawie powieści kryminalnej Marietty Szaginian Miess-Miend, ili Janki w Pietrogradie. 
W rolach głównych m.in. Boris Barnet i Władimir Fogiel.

## Fabuła
Opowieść o trójce przyjaciół – pracowników pewnej redakcji, którzy natrafiają na ślad tajemniczej przestępczej organizacji, która chce zniszczyć młode państwo bolszewików.
Trzej dziennikarze wraz z Miss Mend będą musieli powstrzymać atak biologiczny skierowany przeciwko ZSRR, zaaranżowany przez potężnych zachodnich biznesmenów.

## Obsada
- Natalja Głan jako Vivian Mend, maszynistka
- Igor Iljinski jako Tom Hopkins
- Boris Barnet jako Barnet, reporter
- Władimir Fogiel jako Fogiel
- Natalja Rozenel jako Elizabeth Storn
- Iwan Kowal-Samborski jako  Arthur Storn
- Michaił Rozen-Sanin
- Siergiej Komarow jako Tchitche
- Aniel Sudakiewicz
- Michaił Żarow